# تيم إليوت
تيم إليوت (بالإنجليزية: Tim Elliott)‏ هو فنان قتال مختلط أمريكي، ولد في 24 ديسمبر 1986 في ويتشيتا في الولايات المتحدة.

## وصلات خارجية
- تيم إليوت على موقع يو إف سي (الإنجليزية)
- تيم إليوت على موقع شيردوغ (الإنجليزية)
- تيم إليوت على موقع Tapology.com (الإنجليزية)
- تيم إليوت على موقع IMDb (الإنجليزية)
- تيم إليوت على موقع قاعدة بيانات الفيلم (الإنجليزية)